# Campo Número Quince
Campo Número Quince är en ort i Mexiko.   Den ligger i kommunen Cuauhtémoc och delstaten Chihuahua, i den nordvästra delen av landet, 1 300 km nordväst om huvudstaden Mexico City. Campo Número Quince ligger 1 983 meter över havet och antalet invånare är 212.
Terrängen runt Campo Número Quince är huvudsakligen platt, men åt nordost är den kuperad. Terrängen runt Campo Número Quince sluttar söderut. Runt Campo Número Quince är det ganska glesbefolkat, med 43 invånare per kvadratkilometer. Närmaste större samhälle är Granjas el Venado, 14,7 km norr om Campo Número Quince. Trakten runt Campo Número Quince består till största delen av jordbruksmark.